# Dreaming No. 11
| Críticas profissionais | Críticas profissionais |
| Avaliações da crítica  | Avaliações da crítica  |
| Fonte                  | Avaliação              |
| ---------------------- | ---------------------- |
| Allmusic               | [ 1 ]                  |

Dreaming #11 é o segundo EP do guitarrista virtuoso de rock instrumental Joe Satriani. Ele foi lançado em 1988, com 3 faixas ao vivo, e com a, até então, inédita faixa de estúdio The Crush of Love. As faixas ao vivo foram gravadas durante o show da turne do CD Surfing With the Alien, no The California Theater, San Diego, Califórnia em 11 de junho de 1988.

## Faixas do CD
- Todas músicas compostas por Joe Satriani.

1. The Crush of Love - 4:20
2. Ice Nine (ao vivo - California Theatre, San Diego; 11 Junho de 1988) - 3:58
3. Memories (ao vivo - California Theatre, San Diego; 11 Junho de 1988) - 8:46
4. Hordes of Locusts (ao vivo - California Theatre, San Diego; 11 Junho de 1988) - 5:08

## Créditos
- Joe Satriani - Guitarrra
- Stuart Hamm - Baixo
- Jonathan Mover - Bateria

## Certificações
| Data                 | Certificação |
| -------------------- | ------------ |
| 15 de Agosto de 1991 | RIAA - ouro  |

## Paradas Musicais

### Álbum
| Ano  | Ranking           | Posição |
| ---- | ----------------- | ------- |
| 1988 | The Billboard 200 | #42     |

### Músicas
| Ano  | Música            | Ranking                              | Posição |
| ---- | ----------------- | ------------------------------------ | ------- |
| 1988 | The Crush of Love | Billboard Hot Mainstream Rock Tracks | #6      |

## Prêmios e Indicações
| Ano  | Prêmio       | Indicação           | Categoria                                            | Resultado | Ref.  |
| ---- | ------------ | ------------------- | ---------------------------------------------------- | --------- | ----- |
| 1990 | Grammy Award | "The Crush of Love" | Grammy Award para Best Rock Instrumental Performance | Indicado  | [ 3 ] |